# 413e régiment d'infanterie (France)
Le 413e régiment d'infanterie (413e RI) est un régiment d'infanterie de l'Armée de terre française constitué en 1915 avec des éléments de la classe 1915 provenant des dépôts de la 13e région militaire (Clermont-Ferrand).
Les régiments dont le numéro est supérieur à 400 sont des régiments de marche.

## Création et différentes dénominations
- 25 mars 1915 : constitution du 413e régiment d'infanterie (à 3 bataillons) à Clermont-Ferrand avec des éléments venus des dépôts de la 13e région militaire.

## Chefs de corps
- 25 mars 1915-12 novembre 1916 : colonel Nitard
- 12 novembre 1916 : lieutenant-colonel Brault (1864-1932)

## Historique des garnisons, combats et batailles du413eRI

### Première Guerre mondiale

#### Affectations
- 155e Division d’Infanterie du 8 au 15 avril 1915
- 154e Division d’Infanterie du 15 avril 1915 à novembre 1918

#### 1915
- Opérations en Artois : 27 septembre : bois de Givenchy-en-Gohelle

#### 1916
- Verdun :
  - 31 juillet – 6 août : reprise des forts de Douaumont et de Vaux : Damloup, bois Fumin
  - 22 décembre 1916 – 18 janvier 1917 : bois de Caurrières

#### 1917
- Chemin des Dames
  - Avril – août : Plateau de Craonne et de  Californie

#### 1918
- Champagne
  - 28 mars - 8 juin : Ouest de Reims
- Belgique
  - Avril : Tracy Westoutre
  - 26 avril : Mont Kemmel
  - 25 - 29 août : Locre
- Champagne
  - 26 septembre : épine de Védégrange
  - 6 - 7 octobre : Saint-Souplet-sur-Py

## Drapeau
Il porte, cousues en lettres d'or dans ses plis, les inscriptions suivantes :
- L'Aisne 1917
- Flandres 1918[2]
- Champagne 1918

Il obtient la fourragère aux couleurs de la Croix de guerre 1914-1918 le 13 novembre 1918.

## Personnalités ayant servi au413eRI
- Pierre Flament (1878-1916), capitaine de la 5e compagnie, tué au Bois-Fumin le 1er août 1916. Son nom est inscrit au Panthéon parmi les 560 écrivains morts au combat pendant la Première Guerre mondiale.